# Spagna ai Giochi della VIII Olimpiade
La Spagna partecipò ai Giochi della VIII Olimpiade, svoltisi a Parigi dal 4 maggio al 27 luglio 1924,  
con una delegazione di 95 atleti, di cui 2 donne, impegnati in 15 discipline,
senza aggiudicarsi medaglie.

## Risultati

### Calcio
| Atleta | Classifica |                   |
| --- | --- | ----------------- |
| V · D · M Nazionale spagnola · Calcio ai Giochi Olimpici Estivi 1924 P Óscar · P Zamora · D Belauste · D Escobal · D Pasarín · D Vallana · C Carulla · C Gamborena · C Juantegui · C Legarreta · C Larraza · C Peña · C Pérez · C Samitier · C Triana · A Carmelo · A Chirri · A del Campo · A Herminio · A Monjardín · A Piera · A Zabala · CT : Parages | 17° |                   |
| Nazionale spagnola · Calcio ai Giochi Olimpici Estivi 1924 | |                   |
| P Óscar · P Zamora · D Belauste · D Escobal · D Pasarín · D Vallana · C Carulla · C Gamborena · C Juantegui · C Legarreta · C Larraza · C Peña · C Pérez · C Samitier · C Triana · A Carmelo · A Chirri · A del Campo · A Herminio · A Monjardín · A Piera · A Zabala · CT: Parages                                                                       | P Óscar · P Zamora · D Belauste · D Escobal · D Pasarín · D Vallana · C Carulla · C Gamborena · C Juantegui · C Legarreta · C Larraza · C Peña · C Pérez · C Samitier · C Triana · A Carmelo · A Chirri · A del Campo · A Herminio · A Monjardín · A Piera · A Zabala · CT: Parages | Spagna (bandiera) |

### Pallanuoto
| Atleta | Classifica |                   |
| --- | --- | ----------------- |
| V · D · M Nazionale maschile spagnola di pallanuoto · Giochi olimpici - Parigi 1924 Basté · Cruells · Fontanet · F. Gibert · L. Gibert · Granados · Puig · Bretos · J. Trigo · M. Trigo · Tusell · CT : - | 10° |                   |
| Nazionale maschile spagnola di pallanuoto · Giochi olimpici - Parigi 1924 | |                   |
| Basté · Cruells · Fontanet · F. Gibert · L. Gibert · Granados · Puig · Bretos · J. Trigo · M. Trigo · Tusell · CT: -                                                                                      | Basté · Cruells · Fontanet · F. Gibert · L. Gibert · Granados · Puig · Bretos · J. Trigo · M. Trigo · Tusell · CT: - | Spagna (bandiera) |